# Canoa/kayak ai Giochi della XXXI Olimpiade - C1 1000 metri maschile
La gara di velocità C1, 1000 metri, per Rio de Janeiro 2016 si è svolta alla Laguna Rodrigo de Freitas dal 15 al 16 agosto 2016.

## Programma
| Data                   | Ora         | Round               |
| ---------------------- | ----------- | ------------------- |
| Lunedì 15 agosto 2016  | 08:00 10:30 | Batterie Semifinali |
| Martedì 16 agosto 2016 | 09:00       | Finale              |

## Risultati

### Batterie

#### Batteria 1
| Pos. | Atleta            | Paese      | Tempo    | Note |
| ---- | ----------------- | ---------- | -------- | ---- |
| 1    | Sebastian Brendel | Germania   | 3'58"044 | QF   |
| 2    | Tomasz Kaczor     | Polonia    | 3'59"928 | QS   |
| 3    | Henrik Vasbányai  | Ungheria   | 4'01"953 | QS   |
| 4    | Dagnis Iļjins     | Lettonia   | 4'11"766 | QS   |
| 5    | Vincent Farkas    | Slovacchia | 4'12"295 | QS   |
| 6    | Martin Marinov    | Australia  | 4'33"166 | QS   |
| 7    | Mussa Chamaune    | Mozambico  | 5'00"454 | QS   |

#### Batteria 2
| Pos. | Atleta                   | Paese               | Tempo    | Note |
| ---- | ------------------------ | ------------------- | -------- | ---- |
| 1    | Isaquias Queiroz         | Brasile             | 3'59"615 | QF   |
| 2    | Martin Fuksa             | Rep. Ceca           | 4'01"492 | QS   |
| 3    | Ilia Shtokalov           | Russia              | 4'02"626 | QS   |
| 4    | Carlo Tacchini           | Italia              | 4'04"697 | QS   |
| 5    | Adrien Bart              | Francia             | 4'10"043 | QS   |
| 6    | Buly Da Conceição Triste | São Tomé e Príncipe | 4'54"516 | QS   |

#### Batteria 3
| Pos. | Atleta             | Paese      | Tempo    | Note |
| ---- | ------------------ | ---------- | -------- | ---- |
| 1    | Serghei Tarnovschi | Moldavia   | 4'05"193 | QF   |
| 2    | Gerasim Kochnev    | Uzbekistan | 4'08"127 | QS   |
| 3    | Mark Oldershaw     | Canada     | 4'13"600 | QS   |
| 4    | Pavlo Altukhov     | Ucraina    | 4'19"361 | QS   |
| 5    | Angel Kodinov      | Bulgaria   | 4'27"904 | QS   |
| 6    | Timur Khaidarov    | Kazakistan | 5'30"030 | QS   |

### Semifinali

#### Semifinale 1
| Pos. | Atleta          | Paese      | Tempo    | Note |
| ---- | --------------- | ---------- | -------- | ---- |
| 1    | Ilia Shtokalov  | Russia     | 3'58"259 | FA   |
| 2    | Pavlo Altukhov  | Ucraina    | 3'58"574 | FA   |
| 3    | Gerasim Kochnev | Uzbekistan | 3'59"489 | FA   |
| 4    | Tomasz Kaczor   | Polonia    | 3'59"836 | FB   |
| 5    | Adrien Bart     | Francia    | 4'08"593 | FB   |
| 6    | Dagnis Iļjins   | Lettonia   | 4'20"181 | FB   |
| 7    | Martin Marinov  | Australia  | 4'24"723 | FB   |
| 8    | Timur Khaidarov | Kazakistan | 5'33"919 |      |

#### Semifinale 2
| Pos. | Atleta                   | Paese               | Tempo    | Note |
| ---- | ------------------------ | ------------------- | -------- | ---- |
| 1    | Martin Fuksa             | Rep. Ceca           | 4'01"793 | FA   |
| 2    | Carlo Tacchini           | Italia              | 4'02"461 | FA   |
| 3    | Henrik Vasbányai         | Ungheria            | 4'03"113 | FB   |
| 4    | Mark Oldershaw           | Canada              | 4'03"493 | FB   |
| 5    | Vincent Farkas           | Slovacchia          | 4'19"084 | FB   |
| 6    | Angel Kodinov            | Bulgaria            | 4'30"574 | FB   |
| 7    | Buly Da Conceição Triste | São Tomé e Príncipe | 4'46"396 | FB   |
| 8    | Mussa Chamaune           | Mozambico           | 5'07"281 |      |

### Finali

#### Finale B
| Pos. | Atleta           | Paese      | Tempo    | Note |
| ---- | ---------------- | ---------- | -------- | ---- |
| 1    | Tomasz Kaczor    | Polonia    | 3'59"350 |      |
| 2    | Adrien Bart      | Francia    | 4'00"911 |      |
| 3    | Vincent Farkas   | Slovacchia | 4'04"013 |      |
| 4    | Mark Oldershaw   | Canada     | 4'06"972 |      |
| 5    | Dagnis Iļjins    | Lettonia   | 4'10"084 |      |
| 6    | Angel Kodinov    | Bulgaria   | 4'10"102 |      |
| 7    | Martin Marinov   | Australia  | 4'15"524 |      |
| -    | Henrik Vasbányai | Ungheria   | SQ       |      |

#### Finale A
| Pos. | Atleta             | Paese      | Tempo          | Note |
| ---- | ------------------ | ---------- | -------------- | ---- |
|      | Sebastian Brendel  | Germania   | 3'56"926       |      |
|      | Isaquias Queiroz   | Brasile    | 3'58"529       |      |
|      | Ilia Shtokalov     | Russia     | 4'00"963       |      |
| 4    | Pavlo Altukhov     | Ucraina    | 4'01"587       |      |
| 5    | Martin Fuksa       | Rep. Ceca  | 4'03"322       |      |
| 6    | Gerasim Kochnev    | Uzbekistan | 4'04"205       |      |
| 7    | Carlo Tacchini     | Italia     | 4'15"368       |      |
|      | Serghei Tarnovschi | Moldavia   | 4'00"852 (DSQ) |      |

- Serghei Tarnovschi vinse la medaglia di bronzo ma, dopo aver fallito un esame anti-doping, venne squalificato e la medaglia assegnata al quarto classificato.[1]